# Annabrzeskie Wąwozy
Rezerwat przyrody „Annabrzeskie Wąwozy” – rezerwat przyrody w południowo-zachodniej Polsce, na terenie nadleśnictwa Szprotawa, województwo lubuskie, powiat nowosolski, gmina Bytom Odrzański.

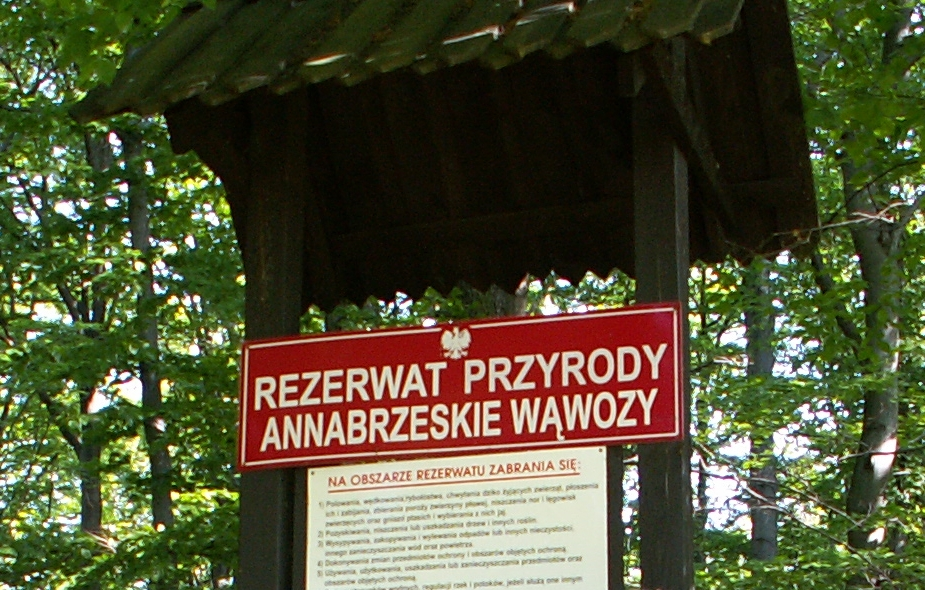
Tablica informacyjna na granicy rezerwatu

Rezerwat położony jest w północno-zachodniej części Wzgórz Dalkowskich, na pograniczu województwa dolnośląskiego i województwa lubuskiego, około 1,0 km na południe od miejscowości Bonów.
Rezerwat został utworzony w 1977 r. Jest to rezerwat leśny o powierzchni 56,11 ha. Celem ochrony jest: zachowanie naturalnego zróżnicowania ekosystemów leśnych z zachowaniem cennych gatunków flory i fauny. Rezerwat służy dla celów naukowych, dydaktycznych i krajobrazowych.
Rezerwat obejmuje bardzo ciekawą pod względem florystycznym i krajobrazowym, sfałdowaną część zalesionej wierzchowiny Wzgórz Dalkowskich poprzecinaną wąwozami. Obszar rezerwatu charakteryzuje się silnie rozwiniętą rzeźbą terenu. Najwyższe wzniesienie osiąga wysokość 220 m n.p.m. Różnice względne między szczytami wzniesień a dnem wąwozów dochodzą do 50 m. Występuje na nim las z żyzną i kwaśną buczyną niżową i rosnącymi sporadycznie dębami i świerkami. Starodrzew występujący miejscowo datuje się na 250–400 lat – buk i do 300 lat – dąb. Pozostała część lasów ma około 40–60 lat. W rezerwacie stwierdzono 192 gatunki roślin naczyniowych oraz faunę typową dla starodrzewów bukowych. Zidentyfikowano również płaty roślinności ciepłolubnej z dziurawcem nadobnym (Hypericum pulchrum). Ochroną częściową objęte są gatunki występujące w runie leśnym: gnieźnik leśny, widłak jałowcowaty oraz podrzeń żebrowiec. W rezerwacie stwierdzono następujące zespoły leśne: Carici elongatae-Alnetum, Circaeo-Alnetum, Ficario-Ulmetum, Galio-Carpinetum, Luzulo pilosae-Fagetum, Melico-Fagetum, Pino-Quercetum.

## Inne
- Rezerwat nazwę swą bierze od pobliskiej miejscowości – Góry Św. Anny dawniej Annaberg.
- W najwyższym punkcie rezerwatu z uwagi na duże walory krajobrazowe wybudowano drewnianą wieżę widokową.
- Przez rezerwat prowadzi ścieżka przyrodnicza.
- Teren na którym położony jest rezerwat, kształtował lodowiec. Podłoże rezerwatu stanowią naniesione osady polodowcowe w postaci piasków gliniastych z domieszką żwiru i kamieni na glinie.